# Drottning
För andra betydelser, se Drottning (olika betydelser).
| Drottning |
| --- |
| Drottningkronan, Lovisa Ulrikas krona, används som svensk drottningsymbol vid de mest formella ceremonierna, såsom bröllop eller begravningar. - Betydelse – monark av kvinnligt kön; en kungs hustru - Bakgrund – drott (sedan äldre fornsvensk tid) - Relaterade begrepp – drottningmoder, änkedrottning, drottninggemål, titulärdrottning |

Drottning är en kunglig titel för en kunglighet (regent eller hustru till en regerande kung) av kvinnligt kön. Avledningar av ordet inkluderar drottninggemål (en kungs hustru), änkedrottning (änkan efter en kung) och drottningmoder (modern till en monark). Andra sammansättningar med ordet drottning i överförd betydelse kan syfta på framgångsrika kvinnor i andra sammanhang.

## Etymologi
Ordet drottning är femininum av drótt, vilket ursprungligen var en ledare för krigsmakten (se även drots), samt av betydelsen ’människoskara’ och speciellt ’folket kring tronen’, ’hirden’. Drottens ledare under kungen hette dróttseti – en hirdpreses –,  ett ord som senare utvecklades till drots.
Ordet drottning förekommer endast i nordiska språk. Det tyska ordet för drottning, Königin, är helt enkelt femininum av König ("kung"), och det engelska queen är besläktat med det svenska ordet kvinna. På flera romanska språk är både ordet för "drottning" och ordet för "kung" besläktade med ord för att härska.

### Regerande drottning
En regerande drottning i en arvmonarki är en kvinnlig monark, det vill säga en statschef i egen rätt. Den manliga motsvarigheten är kung.
På svenska brukar det i vardagligt språk inte göras någon skillnad på en regerande drottning (som drottning Elizabeth II eller drottning Margrethe II) eller en gemål, dvs den som är drottning enbart för att vederbörande är gift med en kung (exempelvis drottning Silvia av Sverige eller drottning Sonja).

#### Trontillträde
En regerande drottning kan antingen väljas till eller ärva tronen. Väljs hon, kallas statsskicket valrike. Ärvs tronen kallas det arvrike. Ulrika Eleonora önskade efter sin bror Karl XII:s frånfälle regera i Sverige som "arvdrottning", men hennes begäran underkändes av det kungliga rådet och hon valdes istället till "drottning av Sverige".

#### Titlar
En regerande drottnings gemål bär vanligen titeln prins, men i Portugal och Spanien har det funnits titulärkungar, dvs manliga gemåler med titeln kung. Även monarkens söner tituleras i de flesta arvmonarkier prins och döttrar tituleras prinsessa.
Den av monarkens barn eller barnbarn som står närmast i tur att ärva tronen tituleras kronprins eller kronprinsessa (såvida det inte finns en särskild titel för detta, exempelvis dauphin, prins av Asturien, prins av Oranien, eller prins av Wales), medan den näst närmsta historiskt har kallats arvprins eller arvprinsessa. Om den närmaste tronarvingen är ett syskon till regenten, eller någon annan släkting i sidled, används inte alltid en sådan titel. Vanligtvis brukar syskon till en regent tituleras prins eller prinsessa.
Även andra titlar på kvinnliga monarker förekommer.

### Titulärdrottning
En kvinna som endast till titeln är drottning kan kallas titulärdrottning. Drottningens maktbefogenheter är då i praktiken i händerna hos någon annan, exempelvis förmyndare, son, rådgivare eller rival om titeln. Johanna den vansinniga var titulärdrottning under större delen av sitt liv.

### Andra sammansättningar
Andra relaterade sammansättningar inkluderar:
- änkedrottning – änkan efter en kung
- drottningmoder – moder till en monark

I överförd bemärkelse används ordet också om framgångsrika och uppmärksammade kvinnor inom vissa ämneskategorier. Exempel på sådana inkluderar skönhetsdrottning, skiddrottning, sexdrottning och nattklubbsdrottning.

## Galleri

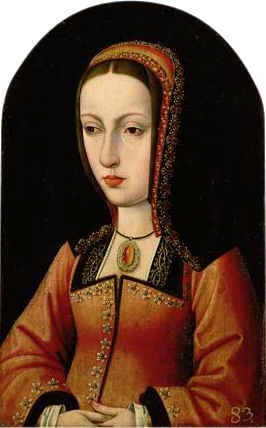
Johanna den vansinniga, titulärdrottning under större delen av sitt liv.
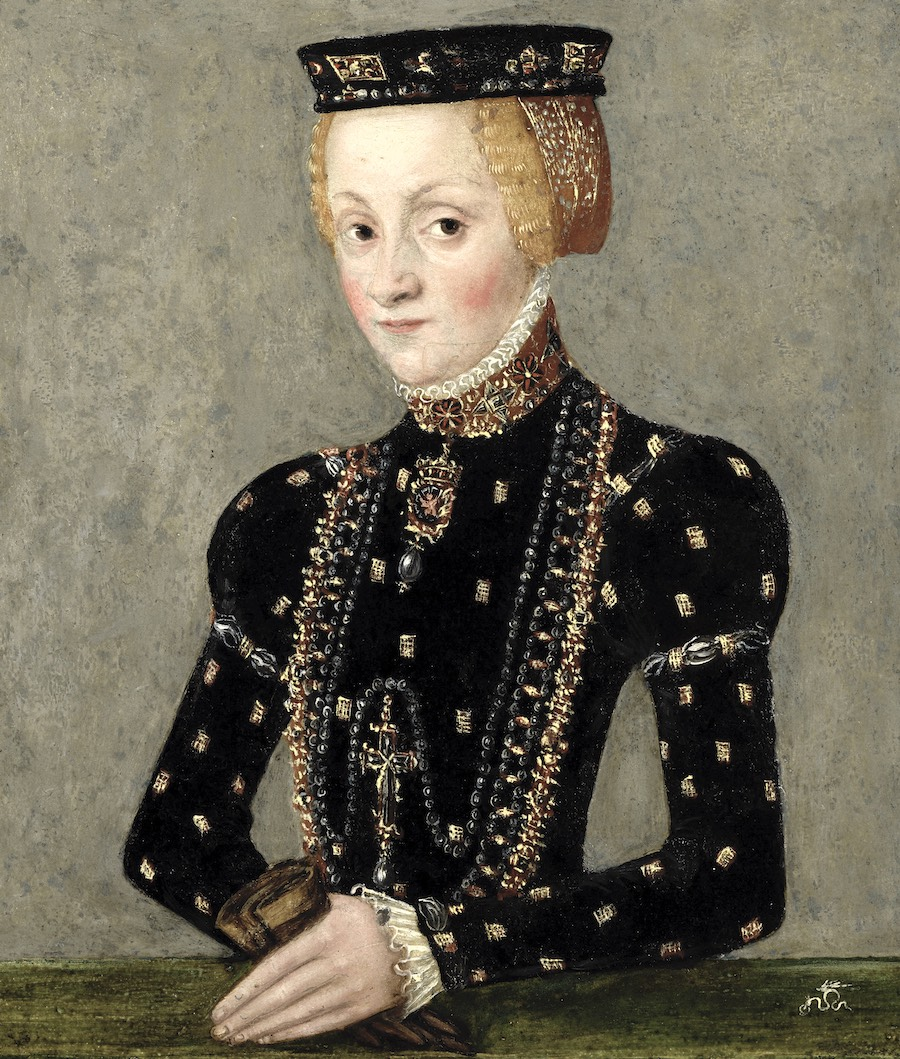
Drottning Katarina Jagellonica
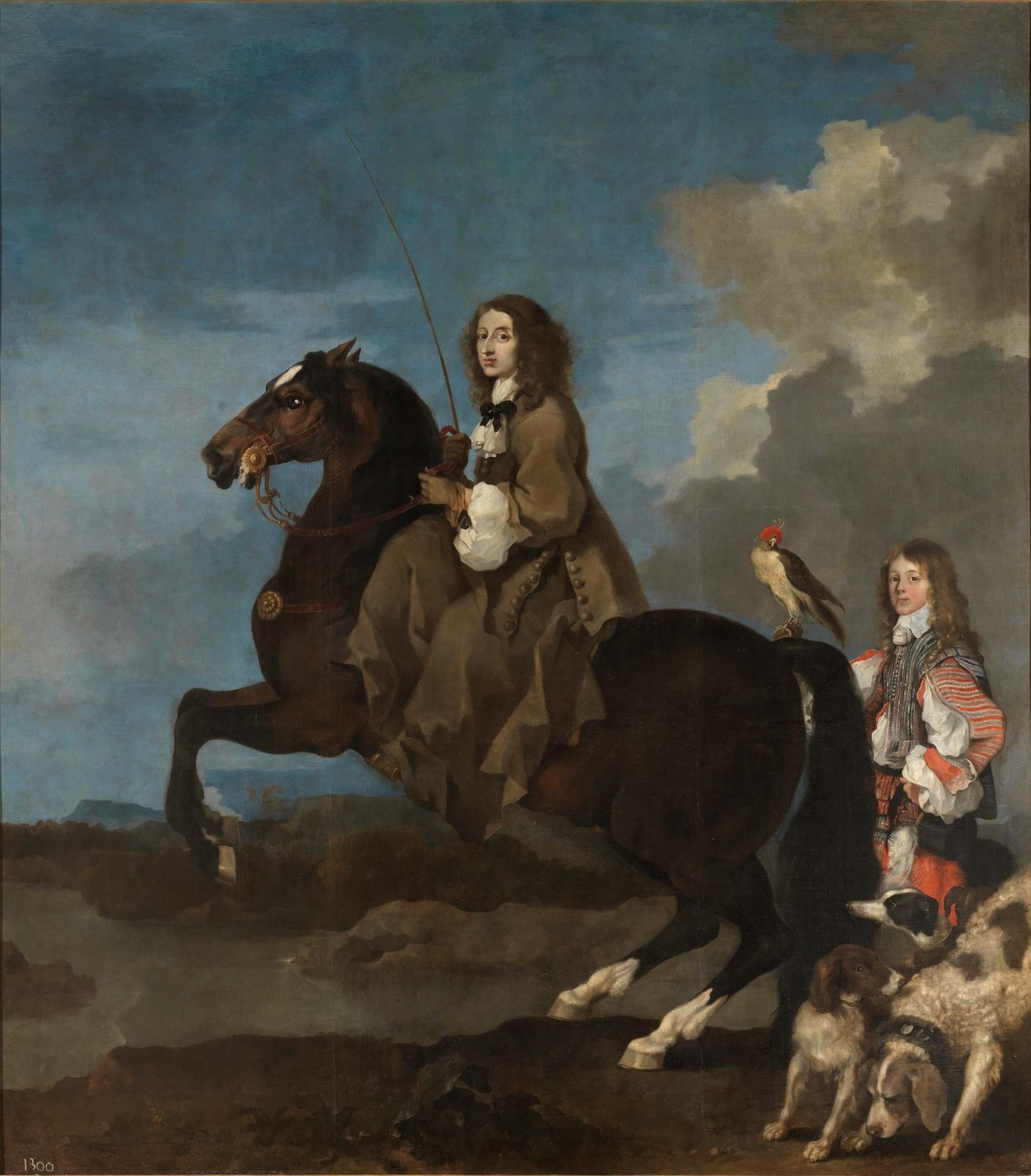
Drottning Kristina var en svensk regerande drottning.
Hedvig Eleonora, Sveriges riksänkedrottning i 55 års tid.
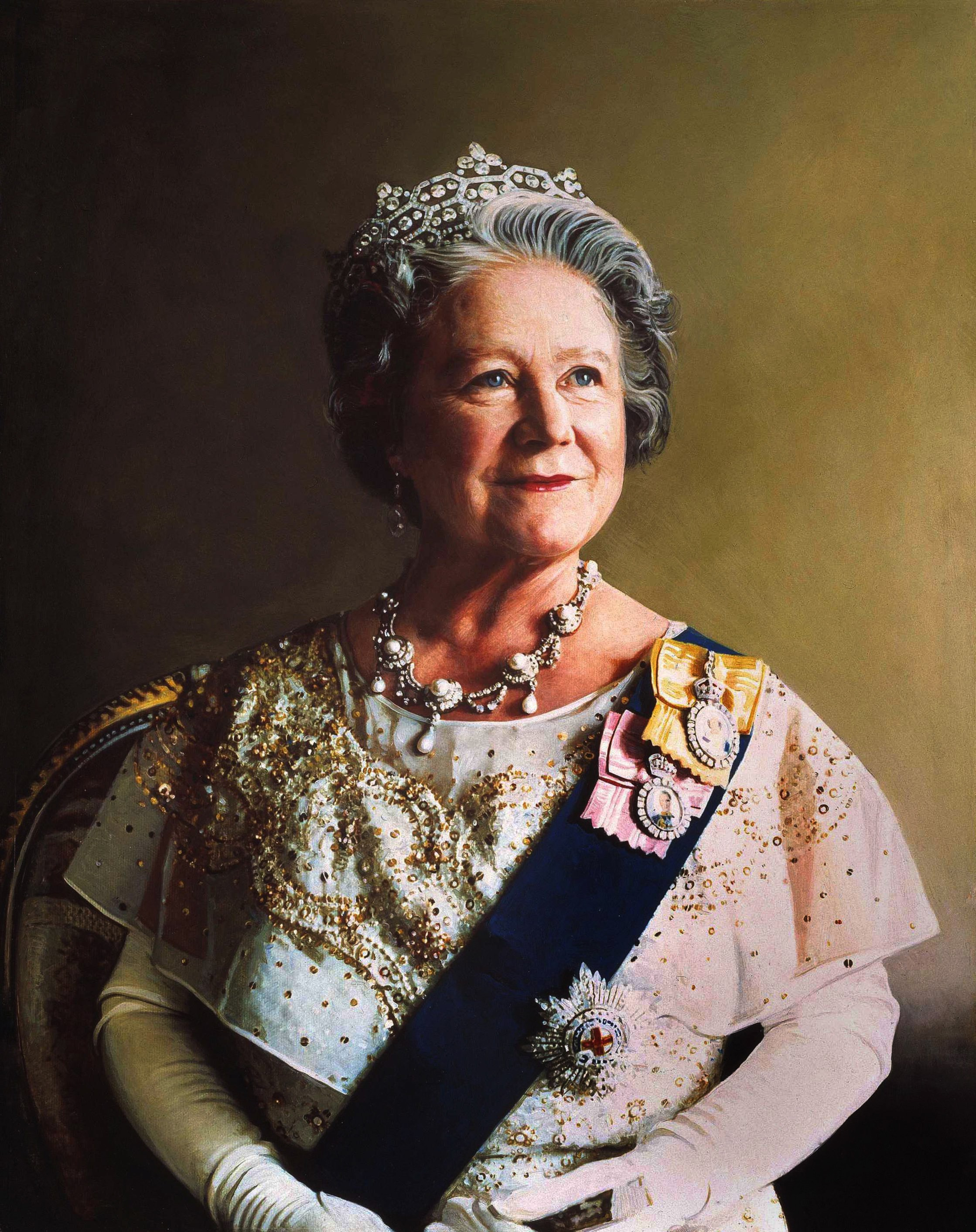
Elizabeth Bowes-Lyon, brittisk drottning i 16 år och därefter drottningmoder.
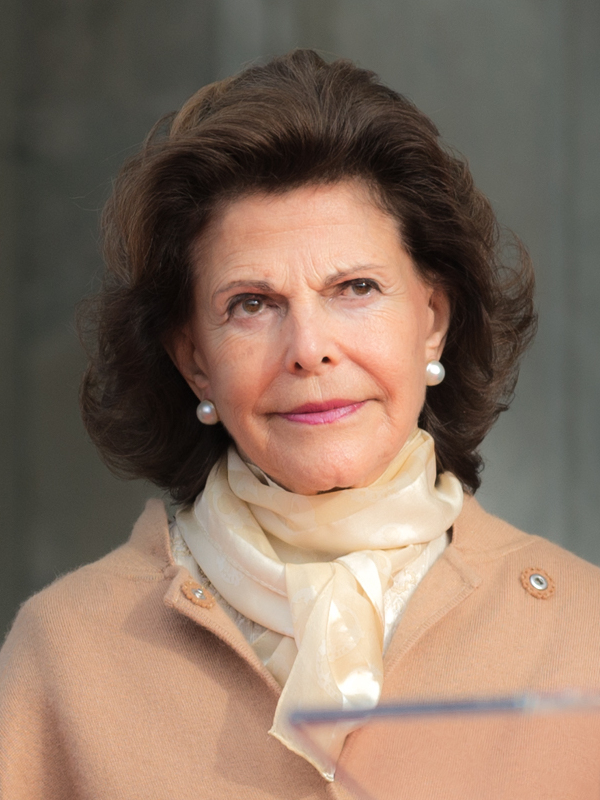
Drottning Silvia, hustru till Sveriges kung.